# پادشاهی مستقل درواز
حکومتی شاهزاده‌نشین، مستقل و تاجیک تبار بود به مرکزیت قلعهٔ خمب. نخستین پادشاه این حکومت اسکندر بیگ فرزند میرزا سبحان قلی خان حاکم بلخ بود که به تقاضای مردم محل به آنجا فرستاده شد. از همین رو اینان را شاهان منسوب به اسکندر می‌نامند. این حکومت تا سدهٔ ۱۹ میلادی پابرجا بود تا زمان حکومت شاه محمد سراج خان. پادشاه درواز بر کرانه‌های چپ و راست آمودریا حکومت می‌کرد و میر نامیده می‌شد. تا اینکه توسط امارت بخارا مورد یورش قرار گرفت. میر درواز به‌ناچار به روستای کِوران عقب نشست اما در کِوران از سپاه امیر مظفر پادشاه بخارا شکست خورد و حکومت‌اش پایان یافت.
سرزمین درواز امروزه میان کشورهای تاجیکستان و افغانستان تقسیم شده‌است. قسمت تاجیکستانی عبارتند از ناحیهٔ طویل‌دره، ناحیهٔ درواز، و ناحیهٔ ونج. قسمت افغانستانی (شهرستان) درواز نامیده می‌شد که حالا تقسیم به پنج ناحیه شده‌است، این نواحی که در ولایت بدخشان افغانستان قرار گرفته‌اند، عبارت‌اند از خواهان، مایمی، نسی، و شکی و کوف آب.
- شاه درواز خان
- شاه سلطان محمود خان
- شاه تَرَکخان
- شاه محمد اسماعیل خان
- شاه محمد ابراهیم بیگ
- شاه محمد سراج خان[۳]